# Mariana Afonso
Mariana Paulo André Afonso é uma médica e política angolana. Filiada ao Movimento Popular de Libertação de Angola (MPLA), é deputada de Angola pelo Círculo Eleitoral Nacional desde 28 de setembro de 2017.
Afonso é médica por profissão, tendo concluído um mestrado em Gestão da Saúde. Entre 1989 e 2008, trabalhou como chefe de anestesiologia em hospitais.